# Сметище
Сметище, също бунище или депо за отпадъци е място за депониране (изхвърляне и съхранение) на отпадъци. Остаряла и диалектна дума със същото значение е купище.
Най-често сметище се създава върху земята или под земята, включително вътрешни площадки за депониране на отпадъци на територията на предприятията (т.е. депа, където причинителят на отпадъци извършва обезвреждане на отпадъци, на мястото на образуването им) и самостоятелни площадки, предназначени за временно съхраняване на отпадъците, които се експлоатират да срок по-дълъг от една година.
За депа не се считат:
- съоръженията, където се извършва разтоварване на отпадъци с цел осигуряване на подготовката им за по-нататъшно транспортиране за оползотворяване, предварително третиране или обезвреждане на друго място;
- съоръженията за съхраняване на отпадъци преди оползотворяването или предварителното им третиране за период по-малък от 3 години и
- съоръженията за съхраняване на отпадъци преди обезвреждането им за период по-малък от година.

Сметища се наричат също и места за изхвърляне на отпадъци, нерегламентирани от компетентните власти, както и места с естествено струпван боклук.